# Hoofdstad van de Catalaanse Cultuur

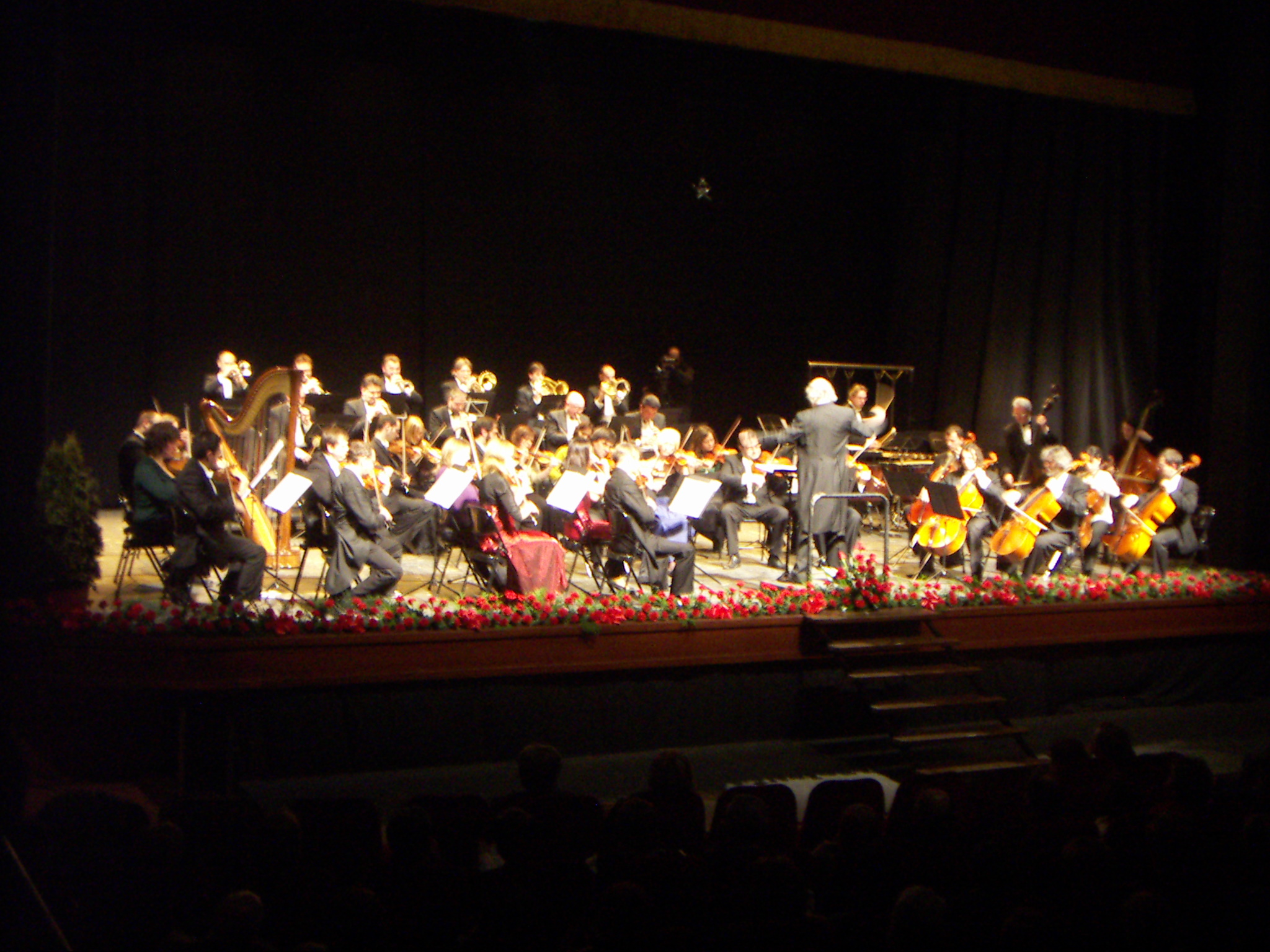
Openingsconcert in Figueres, Culturele hoofdstad van Catalonië in 2009

De Hoofdstad van de Catalaanse Cultuur is een benaming die sinds 2004 elk jaar aan een andere Catalaanstalige stad wordt toegekend door het onafhankelijke instituut Organització Capital de la Cultura Catalana. Het doel is om bij te dragen aan de verspreiding, het gebruik en de sociale prestige van de Catalaanse taal en cultuur, om de culturele samenhang van de verschillende grondgebieden te vergroten en eveneens om de gekozen stad te promoten, zowel in als buiten Catalonië.
De benaming van Culturele hoofdstad dateert van 1985, toen Athene werd benoemd tot Culturele hoofdstad van Europa. Vanaf dat moment hebben meerdere regio's en culturen dit idee overgenomen.

## Lijst van Hoofdsteden van de Catalaanse Cultuur
- Banyoles, 2004
- Esparreguera, 2005
- Amposta, 2006
- Lleida, 2007
- Perpignan, 2008
- Figueres, 2009
- Badalona, 2010
- Escaldes-Engordany, 2011
- Tarragona, 2012
- Ripoll, 2013
- Barcelona, 2014
- Vilafranca del Penedès, 2015
- Vic, 2016[2]
- Reus, 2017
- Manresa, 2018
- Cervera, 2019
- El Vendrell, 2020
- Tortosa, 2021
- Igualada, 2022
- Lloret de Mar, 2023
- Sabadell, 2024[3]